# 마티아스 예르겐센
마티아스 자타은지에 예르겐센(덴마크어: Mathias Jattah-Njie Jørgensen, 1990년 4월 23일 ~ )은 덴마크의 축구 선수이다. '장카'(Zanka)라는 별칭을 가지고 있다. 포지션은 중앙 수비수이고, 현재 잉글랜드 프리미어리그의 브렌트퍼드 소속이다.

## 클럽 경력
덴마크인 아버지와 감비아인 어머니 사이에서 태어났다. 2007년 FC 코펜하겐에서 데뷔했으며, 2017년 FC 코펜하겐의 올해의 선수로 선정되었다. 2017년 7월 7일 잉글랜드 프리미어리그로 이적해 허더즈필드 타운 FC와 3년 계약했다.

## 국가대표 경력
2018년 7월 1일 러시아에서 열린 2018년 FIFA 월드컵 크로아티아와의 16강전에서 전반 1분만에 득점에 성공, 덴마크 대표팀의 역대 최단시간 골을 기록했다.